# Återskaparna
Återskaparna är ett svenskt TV-program som hade premiär 9 mars 2021 på TV4 och C More, med Erik Haag och Lotta Lundgren som programledare. I programmet får man se en av Sveriges bästa hantverkare som renoverar, snickrar och bygger om okända personers finaste ägodelar som betyder mycket för dem.